# Мерещів

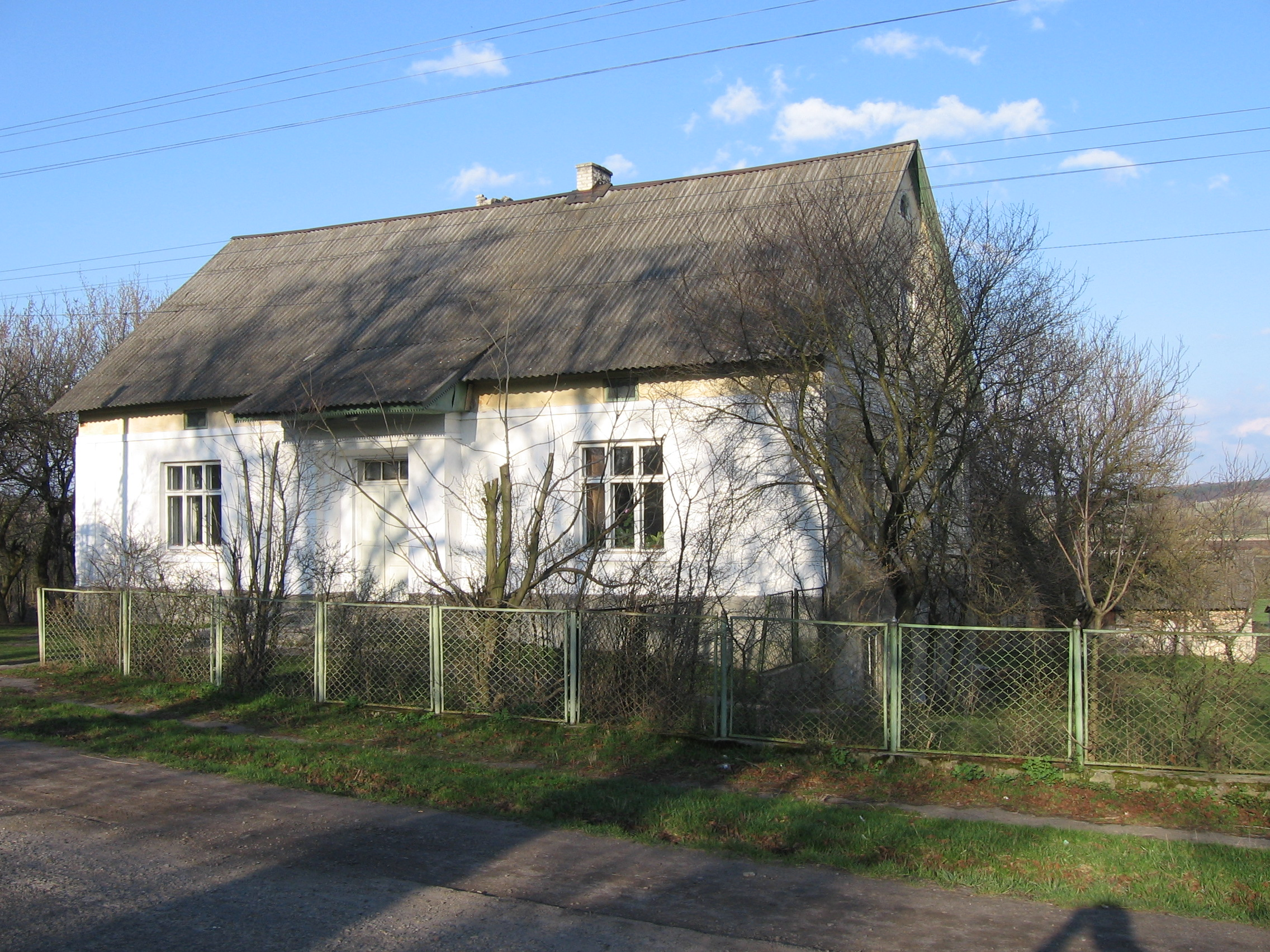
Помістя родини Черкавських (тепер — початкова школа)

Мерещі́в — село Львівського району Львівської області. Розташоване за 6 км на південь від Перемишлян. Сусідні населені пункти — Вовків, Брюховичі, Костенів, Осталовичі, Ушковичі та Неділиська. На схід від села протікає річка Гнила Липа, у яку впадає струмок Зелений. Паралельно до річки пролягає автомобільна траса Львів — Івано-Франківськ. Сільська забудова розташована на правому березі Гнилої Липи, головним чином вздовж дороги.

## Історія
Село Мерещів вперше згадується в історичних джерелах вже у першій половині XV ст. У 1699 р. село перебувало в руках Александра Цетнера, львівського старости. У 1752 р. власником села був Бенедикт з Гродкова Лось, скарбник Львівської землі. У 1880 р. в селі мешкало 520 осіб, більшість з яких були українці.
Згідно з переписом населення 1921 р. у Мерещеві проживало 614 осіб. 515 осіб окреслили себе як греко-католики, 81 як римо-католики, а 18 — юдеї. Напередодні Другої світової війни найбільшими землевласниками були родини Черкавських та Кендзєрських.
В 1941-1944 роках село пережило німецьку окупацію, а в 1944-1991 роках - радянську.

## Населення

### Мова
Розподіл населення за рідною мовою за даними перепису 2001 року:
| Мова       | Кількість | Відсоток |
| ---------- | --------- | -------- |
| українська | 619       | 100%     |

## Церква
У селі є храм св. Параскевії Сербської (1909 р.), котрий почергово використовують громади ПЦУ (Пемишлянський деканат, Львівська єпархія УАПЦ) і УГКЦ (Перемишлянський деканат, Стрийська єпархія УГКЦ). Церкву внесено до реєстру пам'яток місцевого значення за охоронним номером 2889-М.
Перша згадка про існування церкви Св. Параскевії у цій місцевості відноситься лише до 1680 р. У 1699 р. був висвячений до Мерещева о. Іван Ілляшевич. Це перший священник, про якого ми знаємо, що він служив у цьому селі. Станом на 1732 р. тут існувала стара дерев'яна церква, котра на той час була в такому поганому стані, що могла завалитися. Тому парафіяни разом з доброчинцями розпочали незабаром зведення нової святині, яка була завершена і освячена в 1756 р. Вона проіснувала до 1909 р., коли на її місці завдяки старанням парафіян та пароха о. Петра Гаранюка було зведено теперішню муровану святиню, 100-річчя якої відзначається в 2009 р.
Священники, які служили у Мерещеві у XVIII столітті
- Іван Ілляшевич — парох, батько Юстина (уродж. Іван) Ілляшевича, ігумена Львівського монастиря, відомого просвітителя (1699-після 1732/1733)
- Григорій Думанський — парох (1758-після 1763)

Священники, які служили в Осталовичах та Мерещеві у XIX — першій половині XX ст.
- Йосиф Гусаковський — парох (?-1831)
- Микола Дроздовський — адміністратор (1831—1834)
- Дмитро Задорецький — адміністратор (1834—1839), парох (1839—1892)
- Володимир Яцковський — свіробітник (1890—1892), адміністратор (1892—1893)
- Петро Гаранюк — парох (1893—1915)
- Іван Пінковський — адміністратор (1915—1918)
- Іван Луцишин — парох (1918—1944)
- Василь Оберишин — адміністратор (1945—1946)

В 1962 році церква в селі була зачинена, а Богослужіння заборонені комуністичною владою. 
В 1989 році храм в Мерещеві знову відчинено, настоятелем храму був о.Михайло Шмитко, аж до своєї смерті в 2023 році.
Зараз настоятелі церкви Св.Параскевії Сербської - о.Михайло Цікало (УГКЦ) і о.Микола Марків (ПЦУ).

За часів Другої Світової війни Мерещів втратив 11 воїнів загиблими, в часи сучасної війни за волю Україн проти російської навали, воювали і воюють Василь Кутний, Тарас Василишин, Володимир Мицко, Іван Дацій ,  Василь Стефанків, Іван Падик, Ростислав Сагин, Микола Жовнір. 

## Відомі мешканці

### Уродженці
- Дух Олег Зіновійович — фахівець з історії релігій.